# بنت مارتن
بنت مارتن (19 فبراير 1943 في الدنمارك - ) هو لاعب كرة قدم دانمركي في مركز حراسة المرمى. لعب مع آرهوس جمناستيك فورينينغ ونادي سلتيك.

## وصلات خارجية
- بنت مارتن على موقع قاعدة بيانات كرة القدم.إي يو (الإنجليزية)
- بنت مارتن على موقع عالم كرة القدم.نت (الإنجليزية)